# خرگوش سفید
«خرگوش سفید» (به انگلیسی: White Rabbit) تک‌آهنگی از گروه سایکدلیک راک جفرسن ایرپلین است که در آلبوم بالش سوررئال (۱۹۶۷) منتشر شد. آهنگ و متن ترانه را گریس اسلیک نوشت که الهام‌گرفته از آثار لوئیس کارول به خصوص آلیس در سرزمین عجایب و آنسوی آینه بود.
خرگوش سفید در فهرست «۵۰۰ ترانه برتر تمامی اعصار» مجلهٔ رولینگ استون رتبه ۴۷۸ و در فهرست برترین تک‌آهنگ‌های تاریخ از سوی وبگاه ریت یور میوزیک، رتبه ۸۷ را به خود اختصاص داد. این ترانه همچنین در فهرست «۵۰۰ ترانه‌ای که راک اند رول را شکل دادند» قرار گرفته است.
در اپیزود نهم سریال handsmade tale
و ماتریکس ۴ نیز این ترانه بکار رفته است.